# Arctosa lacupemba
Arctosa lacupemba este o specie de păianjeni din genul Arctosa, familia Lycosidae. A fost descrisă pentru prima dată de Roewer, 1960.
Este endemică în Congo. Conform Catalogue of Life specia Arctosa lacupemba nu are subspecii cunoscute.